# John Brass
Pour les articles homonymes, voir Brass (homonymie).
John Ellis Brass, né le 7 octobre 1946 à Sydney, est un ancien joueur australien de rugby à XV. Il évoluait au poste de trois-quarts centre.

## Carrière de rugby àXV
Il a joué son premier test match le 4 juin 1966 à l'occasion d'un match contre les Lions britanniques. Il a disputé son dernier test match contre l'Écosse, le 2 novembre 1968.

## Carrière de rugby àXIII
En 1969 John Brass accepte un contrat record pour l'époque de 30 000 dollars australiens pour changer de code et passer au XIII au sein de la formation des Eastern Suburbs.
Il dispute avec l'Australie les trois test matchs contre la Grande-Bretagne en 1970.
Le 6 juin 1970, avec Phil Hawthorne, ils deviennent les 32e et 33e joueurs internationaux capés à la fois à XIII et à XV en équipe d'Australie.

## Palmarès de rugby àXV
- Nombre de test matchs avec l'Australie : 12
- Nombre de test matchs par année : 3 en 1966, 5 en 1967, 4 en 1968